# Ch!pz Dance Xper!enz
Ch!pz Dance Xper!enz was een Nederlands televisieprogramma van de televisieomroep TROS dat uitgezonden werd op Nederland 3. De presentatie van het programma was in handen van de leden van de popgroep Ch!pz, waar tevens het programma naar vernoemd is. De doelgroep van het programma is gericht op kinderen.

## Format
In het programma werd door de leden van de popgroep Ch!pz verschillende dansjes geleerd aan de hand van hun eigen muziek. Deze danslessen konden door de kinderen zelf thuis voor de televisie geoefend worden. In het programma kwamen er elke afleveringen groepen kinderen in de studio die live de danslessen van Ch!pz gingen volgen. De kinderen moesten vervolgens aan het einde van de aflevering laten zien hoe ze de verschillende danspassen beheersten.

## Achtergrond

### Muziek
Voor het programma werd het bestaande nummer Make a big splash van Ch!pz herschreven tot Dance Xper!enz, deze werd vervolgens als titelsong gebruikt. Tevens bracht Ch!pz in 2008 een album onder dezelfde naam uit, dit album werd vaak afgekort tot CDX en behaalde de 39e plek in de Nederlandse Album Top 100.

### Tournee
Het programma werd ontwikkeld als dansprogramma in de hoop dat kinderen meer zouden gaan bewegen, dit werkte en het programma werd voor een kinderprogramma relatief goed bekeken. Hierdoor werd in juli 2008 besloten dat de popgroep Ch!pz op een kort tournee zou gaan waarin ze kinderen aan het dansen proberen te krijgen, het tournee verscheen tevens onder de naam Ch!pz Dance Xper!enz en duurde van 1 tot 11 september 2008.
Tijdens dit tournee ging Ch!pz langs verschillende basisscholen door heel Nederland. Op deze scholen leren ze de kinderen net als in het programma de verschillende danspasjes van hun eigen videoclips.